# HMS Maidstone (1938)
De HMS Maidstone was een Brits bevoorradingsschip voor onderzeeboten.
Het schip werd in 1936-1937 in Schotland gebouwd door John Brown & Company. Behalve de voorraden (torpedo's, zeemijn]en, duikpakken, voedsel, kleding) had het schip ook reparatiemogelijkheden aan boord (smeden, loodgieters, timmerlui) en mogelijkheden om aan de bemanning ontspanning te bieden. Er was ook een ziekenboeg met chirurg, een tandarts en een kapper. 

## Oorlogsjaren
In 1941 voer de Maidstone naar Gibraltar. In januari 1942 werd aan boord van de Maidstone de DSO door admiraal Sir Max Horton uitgereikt aan Jan van Dulm en Otto de Booy, commandant van de Hr. Ms. O 24 voor het torpederen van Duitse onderzeeboten.
In november 1942 ging zij naar de haven van Algiers, de basis van de geallieerden. 
In november 1943 werd zij vanuit Ceylon ter beschikking gesteld aan de vloot in Azië.  In september 1944 werd de Maidstone overgeplaatst naar Fremantle in Australië. Eind 1945 vertrok de Maidstone uit Australië en keerde naar Engeland terug. Onderweg haalde zij in Makassar nog 400 krijgsgevangenen op, voormalige bemanningsleden van de HMS Exeter, de HMS Encounter en de HMS Strongholf die tijdens de Slag in de Javazee door de Japanners tot zinken waren gebracht.

## Na de oorlog
De Maidstone werd het moederschip van twee onderzeebootvloten. Meestal was zij op zee. In 1959 werd de Maidstone aangepast om nucleaire onderzeeboten te kunnen bevoorraden.
In 1967 stopte zij haar werkzaamheden als bevoorradingsschip. Vanaf augustus 1971 diende zij als gevangenis tijdens The Troubles in Belfast. In 1972 ontsnapten zeven IRA-leden nadat zij in het ijskoude water naar wal gezwommen waren. Vervolgens hielden zij triomfantelijk een persconferentie. 
Op 23 mei 1978 werd de Maidstone tot schroot verwerkt.

## Commandanten
| Naam                                | Van        | Tot         |
| ----------------------------------- | ---------- | ----------- |
| Cdr. Edward Henry Longsdon          | 06-12-1937 | 27-05-1940  |
| Capt. Philip Ruck-Keene             | 27-05-1940 | ??-09-1940  |
| Capt. Oliver Loudon Gordon          | ??-09-1940 | 10--03-1941 |
| Capt. George Arthur Wallis Voelcker | 10-03-1941 | ??-06-1942  |
| A/Capt. George Barney Hamley Fawkes | ??-06-1942 | ??-12-1943  |
| Capt. Lancelot Milman Shadwell      | ??-12-1943 | ??-04-1946  |